# Decision Before Dawn
Decisión antes del amanecer (Decision Before Dawn) es una película de guerra estadounidense de 1951 dirigida por Anatole Litvak y protagonizada por Richard Basehart, Oskar Werner y Hans Christian Blech que cuenta cómo el ejército estadounidense utiliza prisioneros de guerra alemanes potencialmente poco confiables para reunir información en los últimos días de la Segunda Guerra Mundial.

## Sinopsis
Un prisionero de guerra alemán es enviado de regreso a su país, acompañado por un oficial norteamericano, para cumplir una arriesgada misión de espionaje. 

## Reparto
- Oskar Werner como Karl Maurer ("Happy").
- Richard Basehart como  Dick Rennick.
- Hans Christian Blech como el sargento Rudolf Barth ("Tiger").
- Gary Merrill como el coronel Devlin.
- Hildegard Knef como Hilde.
- Wilfried Seyferth como Heinz Scholtz.
- Dominique Blanchar como Monique.
- O.E. Hasse como Oberst (Coronel) von Ecker.
- Helene Thimig como Paula Schneider.

## Producción
Las ciudades de Würzburg, Nuremberg y Mannheim, donde se fotografió parte de la imagen, fueron advertidas a través de anuncios en periódicos y radio cuando se filmaron escenas de batalla, algunas de las cuales fueron supervisadas por la Fuerza Aérea de EE. UU.

## Premios
- 1951: 2 candidaturas Premios Oscar: Mejor película, mejor montaje.
- 1951: Globos de Oro: Nominada Mejor fotografía - B&N
- 1951: Sindicato de Directores (DGA): Nominada a Mejor director
- 1951: National Board of Review: Top 10 Mejores películas